# Northport (Washington)
Northport es un pueblo ubicado en el condado de Stevens, Washington, Estados Unidos. Según el censo de 2020, tiene una población de 297 habitantes.
Está situado a orillas del río Columbia, a unos 12 kilómetros de la frontera con Canadá.

## Geografía
La localidad está ubicada en las coordenadas 48°54′57″N 117°46′47″O / 48.91583, -117.77972 (48.915792, -117.779696).

## Demografía
Según la Oficina del Censo, en 2000 los ingresos medios por hogar en la localidad eran de $21.719 y los ingresos medios por familia eran de $26.875. Los hombres tenían unos ingresos medios de $28.929 frente a los $16.000 para las mujeres. La renta per cápita para la localidad era de $11.679. Alrededor del 27,7% de la población estaban por debajo del umbral de pobreza.
De acuerdo con la estimación 2015-2019 de la Oficina del Censo, los ingresos medios por hogar en la localidad son de $27.708 y los ingresos medios por familia son de $43.750. El 34.2% de la población está por debajo del umbral de pobreza.